# Best (album Boys)
Best – dwuczęściowy album zespołu Boys, zawierający największe przeboje z lat 1991–1997. Na płycie znajdują się nowe aranżacje piosenek.

## Lista utworów

### Część 1
1. "Wolność"
2. "Dziewczyna z marzeń"
3. "Usłysz wołanie"
4. "Inna dziewczyna"
5. "Wracaj"
6. "Miłość"
7. "Przyszedł czas"
8. "To nie USA"
9. "Jesteś ładna"
10. "Jesteśmy razem"
11. "Okrutny los"
12. "Planeta miłości"

### Część 2
1. "Jagódka"
2. "Nocą się zaczęło"
3. "Bawmy się"
4. "Łobuz"
5. "Twe oczy"
6. "Agnieszka"
7. "Kochana uwierz mi"
8. "Tylko ty"
9. "Chłop z Mazur"
10. "Jesteś szalona"
11. "Dlaczego"
12. "Powiem ci"